# Детская проституция на Украине
Детская проституция на Украине — использование украинских несовершеннолетних для оказания сексуальных услуг в целях извлечения коммерческой прибыли. Наиболее часто суть этого явления заключается в том, что всю выгоду от этой транзакции получает не ребёнок, а третье лицо, например сутенёр. Как отмечалось в 2003 году, существует тенденция неуклонного распространения этого явления в украинском обществе.

## Культурно-экономический фон
Получение страной независимости в 1991 году было связано с надеждами на обретение новых свобод и достижение высоких экономических показателей. Однако, в 2005 году Украина погрузилась в новый экономический кризис, который наиболее заметно сказался на самых незащищённых группах украинского общества. После первой волны экономических проблем статистические данные продемонстрировали короткий период восстановления в 2006 году, однако, это стало только прелюдией к системному кризису 2008 года. Экономика Украины встретила этот кризис под давлением растущего уровня задолженности, нестабильности местной валюты, коррупции (см. коррупция на Украине) и высокой инфляции. Сложившаяся ситуация усугублялась накопленными социальными проблемами, такими как, например, низким уровнем образования общества, плохим здравоохранением и неблагоприятной демографической обстановкой.
Отсутствие системных и последовательных реформ привело к потере значительных финансовых средств на социальные программы. Как следствие, в настоящее время украинское население страдает от возросшей нищеты и неравенства возможностей. В результате в обществе возрастает количество разводов и родители-одиночки становятся скорее нормой. Это не может не сказаться на подрастающих поколениях, усугубляя проблему детской бедности, которая способствует вовлечению детей и подростков в криминал, проституцию (см. проституция на Украине) и бродяжничество.

## Общие сведения
В 2010 году сексуальная эксплуатация детей на Украине была наиболее заметна в Киеве и других крупных городах (Одесса, Харьков, Севастополь). Особую обеспокоенность вызывает вовлечение в проституцию несовершеннолетних мальчиков.
Исследование 2003 года не дало точных данных по возрасту детского «сексуального дебюта» в украинской секс-индустрии. Однако известно, что украинские несовершеннолетние начинали заниматься проституцией с возраста 12—13 лет. Помимо проституции, украинских детей также используют в производстве порнографии, которая считается одной из главных отраслей подпольной индустрии на Украине.
Как отмечалось в отчёте Института межрегиональной преступности и юстиции ООН в 2003 году, широкое распространение детской проституции на Украине связывают с быстрым внедрением современных коммуникационных технологий и проникновением в социум западной культуры консьюмеризма. Кроме этого сказывается несхожесть в сексуальной культуре различных поколений, когда неприемлемые для взрослых украинцев ценности и модели поведения уже не рассматриваются молодёжью как таковые. Именно из-за этого возраст начала сексуальной жизни на Украине упал до 15—16 лет, хотя во многих случаях первый сексуальный контакт отмечался в возрасте от 9 до 10 лет. Низкий уровень жизни в стране, пренебрежение воспитанием детей, всепроникающая коррупция (см. коррупция на Украине), потребительское отношение к окружающим — все эти обстоятельства заложили прочный фундамент для детского рынка сексуальных услуг на Украине. В дополнение к вышеперечисленному существенную роль сыграл также и ряд других факторов: репутация страны с красивыми и легкодоступными женщинами, огромный разрыв в экономическом развитии между Украиной и окружающими государствами, отсутствие визового режима, географическое расположение в центре Европы, низкие цены на алкоголь, репутация коррумпированной системы управления и уверенность в возможности избежать наказания. Всё это послужило стимулом для развития системы сексуальной эксплуатации детей в интересах приезжающих иностранцев. Ресурсом для неё выступают те слои украинского населения, которые живут ниже черты бедности (см. бедность на Украине). Из семей с одним ребёнком таковых 26 % (4,4 миллиона), а из семей с двумя детьми таковых 39 % (6,6 миллиона). Общее количество несовершеннолетних украинцев, которые оказывают секс-услуги, достигает 15 000 человек.

## Законодательство
По оценке Института межрегиональной преступности и юстиции ООН 2003 года, Украина не имеет системного законодательства для защиты прав детей. В 2003 году было двадцать семь законов Украины, которые определяют статус ребёнка, разбросаны по различным статьям Гражданского, Уголовного и Семейного кодексов. Более того, в украинской законодательной системе отсутствовало даже чёткое определение понятий «проституция» и «детская проституция». Тем не менее, законодательство предусматривает серьёзное наказание за вовлечение детей в секс-индустрию, однако клиентура этого бизнеса часто остаётся безнаказанной, что делает детей ответственными за свою собственную эксплуатацию.

## Детский секс-туризм
Согласно данным обследования, проведенного Украинским институтом социальных исследований, среди женщин, занимающихся оказанием сексуальных услуг в коммерческих целях, 11 % составляли дети в возрасте от 12 до 15 лет и 20 % — в возрасте от 16 до 17 лет. Спецдокладчик отметил, что в проституцию вовлекаются даже 10-летние девочки.

## Tорговля людьми
В оценках Международной организации по миграции 2003 года, Украина признана одним из главных мировых поставщиков женщин и детей для принудительной проституции. Как правило, они поставляются по легальным и нелегальным каналам на Балканы, в Центральную и Восточную Европу и на Ближний Восток. Причём, что касается несовершеннолетних, то общее число подростков, занятых в сфере проституции, постоянно возрастает, как внутри страны, так и за рубежом.
Основными причинами возрастания торговли детьми считаются суровые социально-экономические условия жизни в стране, которые особенно сильно бьют по женщинам и детям. Кроме этого, обострение ситуации стимулирует вездесущая коррупция (см. коррупция на Украине), расцвет организованной преступности и нехватка ресурсов у правоохранительных органов. По заключению организации UNDP, украинские женщины составляют до 80 % безработных из-за дискриминации при найме и благодаря непропорциональности увольнений, а заработная плата работающих женщин равна 73 % заработка мужчин на сопоставимых должностях (см. гендерное неравенство на Украине). Совокупность всех этих факторов оказывает отрицательное влияние также и на несовершеннолетних. А в дополнение к этому обнищание украинских семей делает их уязвимыми для преступности, связанной с торговлей людьми.
Для переправки детей с Украины активно применяются нелегальные усыновления и удочерения, главным образом — в отношении девочек. При этом особой опасности подвергаются сироты, бездомные и беспризорные дети.
Обычно стоимость украинской девочки колеблется в диапазоне от 2000 до 10 000 долларов США в зависимости от страны. При этом, например, в Израиле украинский подросток может зарабатывать от 50 000 $ до 100 000 $ в год для своего сутенёра, не имея с этих денег ничего для себя.